# Huang Chih-hsiung
Huang Chih-hsiung (chin. upr.: 黄志雄, chin. trad.: 黃志雄, pinyin: Húang Zhìxióng; ur. 16 października 1976) – tajwański zawodnik taekwondo, brązowy medalista letnich igrzysk olimpijskich w Sydney w kategorii do 58 kg, srebrny medalista letnich igrzysk olimpijskich w Atenach w kategorii do 68 kg.